# Бериславци (Грчка)
Бериславци или Берислав (грч. Περίκλεια, Периклија) је насељено место у општини Меглен у периферији Средишња Македонија, Грчка. Према попису из 2021. године био је 301 становник.
Према бугарском географу и историчару, Василу Канчову, у Бериславцима је 1900. године живело 380 Мегленских Влаха. Током Првог светског рата село је доста страдало, бугарске војне власти су преселиле становништво у Бугарску, због близине војних дејстава. После рата већина њих се вратила и обновила село. Године 1925. иселило се у Румунију 8 породица које су смештене у Добруџи. На попису из 1928. године Бериславци су имали 271 становника. Македонски историчар Тодор Симовски, 1998. године наводи да су Бериславци мегленовлашко насеље.